# Сторей, Эдит
Эдит Сторей (англ. Edith Storey, 18 марта 1892 — 9 октября 1967) — американская актриса немого кино.
Родилась и выросла в Нью-Йорке, а её кинокарьера стартовала в 1908 году, когда она была ещё подростком. За годы своей карьеры она появилась более чем в 150 фильмах, большинство из которых были сняты на студии «Vitagraph Studios», за исключением периода 1910—1911 годов, когда она работала по контракту на техасской студии «Star Film Company». Большая часть фильмов с её участием были короткометражками, среди которых «Оливер Твист» (1909), «Двенадцатая ночь» (1910), «Бессмертный Аламо» (1911), «Повесть о двух городах» (1911) и «Капитан Альварес» (1914). Среди полнометражных фильмов наиболее известный «Очарование Флориды» (1914) и «Месть» (1918). Также в её фильмографии много вестернов, причём многие трюки в которых Сторей выполняла сама. В 1921 году, в возрасте 29 лет, актриса завершила свою карьеру.
Последние годы своей жизни она провела на Лонг-Айленде в городке Норпорт, где и умерла в 1967 году в возрасте 75 лет. Её вклад в американскую киноиндустрию отмечен звездой на Голливудской аллее славы.